# Lewoleba Barat
Lewoleba Barat is een bestuurslaag in het regentschap Lembata van de provincie Oost-Nusa Tenggara, Indonesië. Lewoleba Barat telt 3597 inwoners (volkstelling 2010).